# Tasiocera (Dasymolophilus) minutissima
Tasiocera (Dasymolophilus) minutissima is een tweevleugelige uit de familie steltmuggen (Limoniidae). De soort komt voor in het Afrotropisch gebied.